# Gaiziņkalns
Gaiziņkalns neboli Gaiziņš (312 m n. m.) je nejvyšší kopec Lotyšska. Nachází ve Vidzemských vrších (lotyšsky Vidzemes augstiene) v blízkosti města Madona. Na vrcholu stála do 14. prosince 2013 nedokončená rozhledna. Gaiziņkalns je lyžařským střediskem – na svazích jsou sjezdovky a lyžařské vleky.